# Drumsö svenska samskola
Drumsö svenska samskola var en svenskspråkig privatskola som verkade på Drumsö i Helsingfors år 1957-1975.

## Historia
Drumsö svenska samskola grundades den 20 juni 1957 av Drumsö Svenska Skolförening. Skolan verkade till en början som en femklassig mellanskola. Skolan erhöll statsunderstöd redan hösten 1958. En förutsättning för stödet för privata läroverk var att tio procent av eleverna skulle beviljas frielevsplats, det vill säga antingen helt eller delvis studera gratis.
Den 10 maj 1962 fick skolan tillstånd att bli ett åttaklassigt läroverk och den 14 oktober 1964 fick skolan rätt att ge studentbetyg.
De första åren hyrde skolan in sig på olika adresser på Drumsö. Läsåret 1959-60 verkade skolan samtidigt på tre ställen, i Smedjevikens folkskola på Tallbergsallén 12, i Drumsö FBK på Karlavägen 4 och i församlingssalen i S:t Jacobs kyrka. Det var betungande, både för lärarna och för skolans ekonomi eftersom de sammanlagda hyrorna uppgick till 130 000 finska mark i månaden.
Redan under skolas andra verksamhetsår började skolföreningen aktivt arbeta för att skolan skulle få en egen byggnad. År 1960 kunde skolan flytta in i en egen skolbyggnad på Ådvägen 10. År 1962 fick det nya skolhuset en tillbyggnad. 
Skolans elever kom huvudsakligen från Drumsö och södra Esbo. Erik Ehrstedt verkade som skolans rektor från starten år 1957 till 1974. Under hans tid grundlades olika aktiviteter, bl.a. en höstmarknad, teater och konserter.
År 1974 tog Hilding Klingenberg över som rektor. År 1975 slogs Drumsö svenska samskola ihop med läroverket Esbo svenska mellanskola, som var en privat skola som upprätthölls av Esbo stad. De två skolorna bildade Mattlidens skola och gymnasium och flyttade till Esbo. Klingenberg fortsatte som rektor i den nya skolan till år 1977, då det privata läroverket kommunaliserades vid övergången till grundskolan och blev Mattlidens skola och Mattlidens gymnasium.

## Elevantal
| Läsår   | lärare | elever | studenter |
| 1957/58 | 9      | 35     | -         |
| 1960/61 | 18     | 227    | -         |
| 1970/71 | 27     | 461    | 46        |

## Rektorer
- Erik Ehrstedt 1957-1974
- Hilding Klingenberg 1974-1975

## Kända lärare
- Birger Carlstedt, konstnär
- Carl-Gustav Krokfors, konstnär
- Merete Mazzarella, författare
- Märta Tikkanen, författare, lärare 1961-1966
- Carl Wargh, målare

## Kända alumner
- Nils Blummé, solist i New Joys
- Kurt Byman, politiker i Esbo
- Cris af Enehielm, konstnär, skådespelare, regissör
- Martin Enckell, poet, konstnär
- Robert Enckell, skådespelare
- Tony Halme, före detta showbrottare, politiker
- Hjallis Harkimo, affärsman
- Caroline Pipping, konstnär
- Henrika Ringbom, författare
- Roger Talermo, affärsman
- Nils Torvalds, journalist, politiker
- Kim Weckström, författare, journalist
- Håkan Mattlin, ämbetsman
- Tom Moring, professor och journalist